# Kurt Schille
Kurt Albert Schille (* 23. Mai 1921 in Ruppertsgrün; † 2011) war ein deutscher Wirtschaftswissenschaftler und Hochschullehrer.

## Leben und Wirken
Nach dem Schulabschluss nahm er zunächst eine Ausbildung in einem Textilbetrieb auf, die er als Meister abschloss. Dann studierte er, erlangte den Abschluss als Dipl. rec. oec. und promovierte 1957 an der Fakultät für Ingenieurökonomie der Technischen Hochschule Dresden zum Dr. rer. oec.
1957 wurde er an der Technischen Hochschule Dresden mit der Wahrnehmung einer Dozentur und 1959 mit einer Professur mit Lehrauftrag für Ökonomik, Organisation und Planung der Textilindustrie beauftragt. Seine Forschungsschwerpunkte waren Organisation und Planung von Textilbetrieben. 1970 gehörte er der Sektion Sozialistische Betriebswirtschaft der Technischen Universität Dresden an. 2011 beging er in Prohlis seinen 80. Geburtstag.

## Schriften (Auswahl)
- Die operative Produktionsplanung in den Betrieben der volkseigenen Tuchindustrie. 1957.
- Organisation und Leitung des gesellschaftlichen Produktionsprozesses. Berlin 1961.
- (mit Erna Kirchner): Ökonomik, Organisation und Planung der sozialistischen Textilindustrie. Lehrbriefe. Berlin 1961.
- (mit Karl Pinkau): Das Produktionsprogramm und die Organisation seiner Durchführung. Berlin 1961.
- (Hrsg.): Effektivität im Betrieb. Berlin 1981.